# Magallana
Genre
Magallana est un genre de mollusques bivalves qui compte une vingtaine d'espèces communément dénommées « huîtres creuses » à l'instar de celles du genre Crassostrea, ces deux genres relevant de la sous-famille des Crassostreinae. Ces huîtres croissent fixées sur un substrat rocheux dans des eaux à faible taux de salinité et leurs larves sont zooplanctoniques. Ce genre compte l'huître la plus élevée au monde, Magallana gigas.

## Caractéristiques

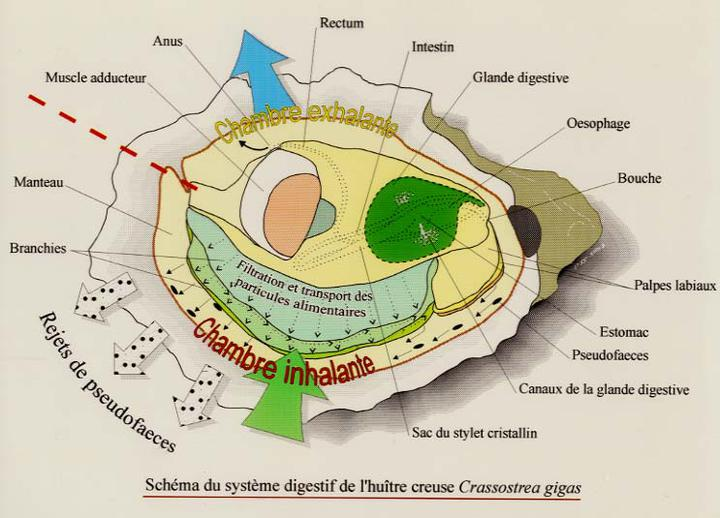
Schéma de l'anatomie d'une huître creuse.

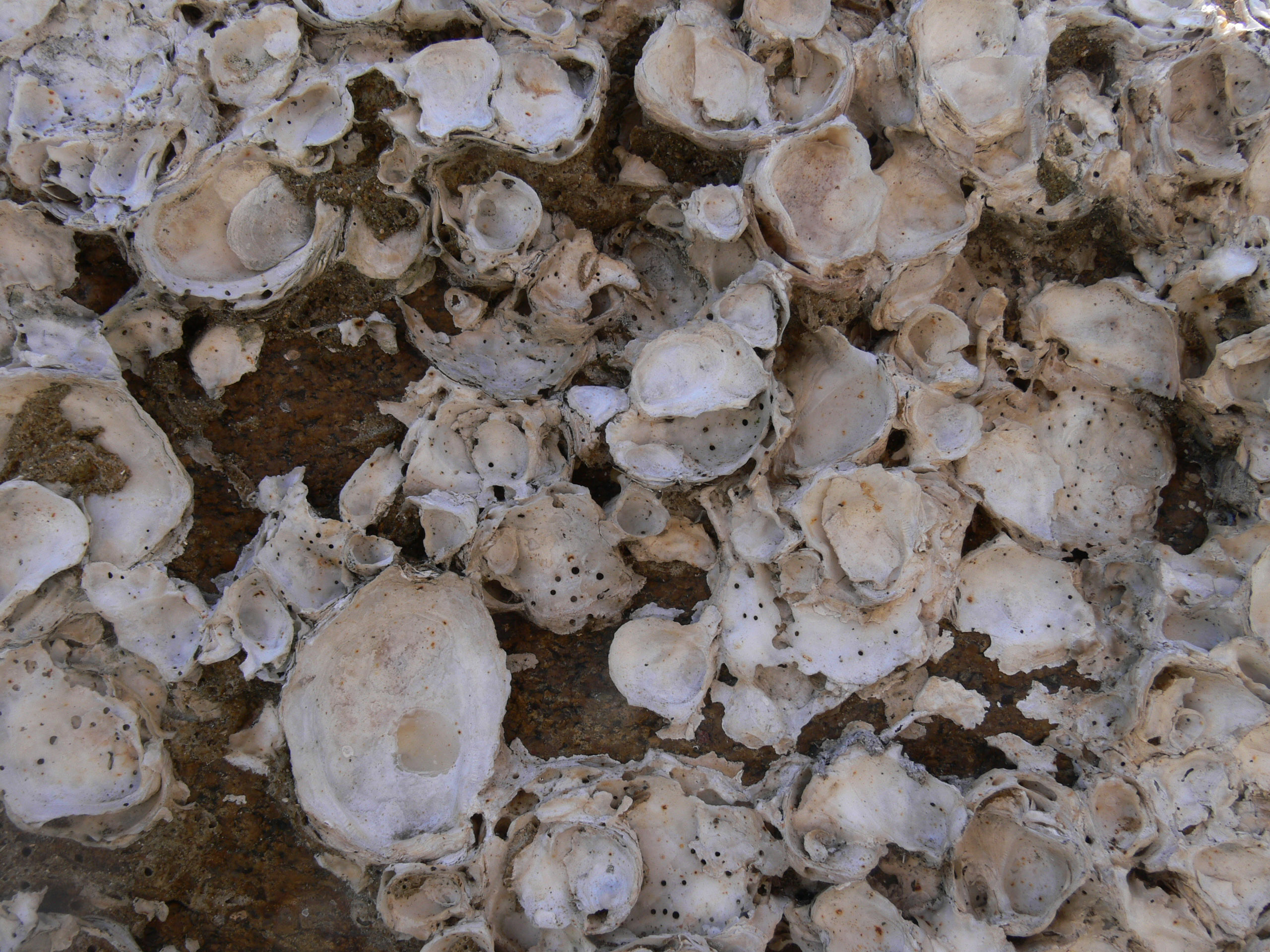
Début de structure récifale, détruite par la pêche à pied et des parasites ou maladies

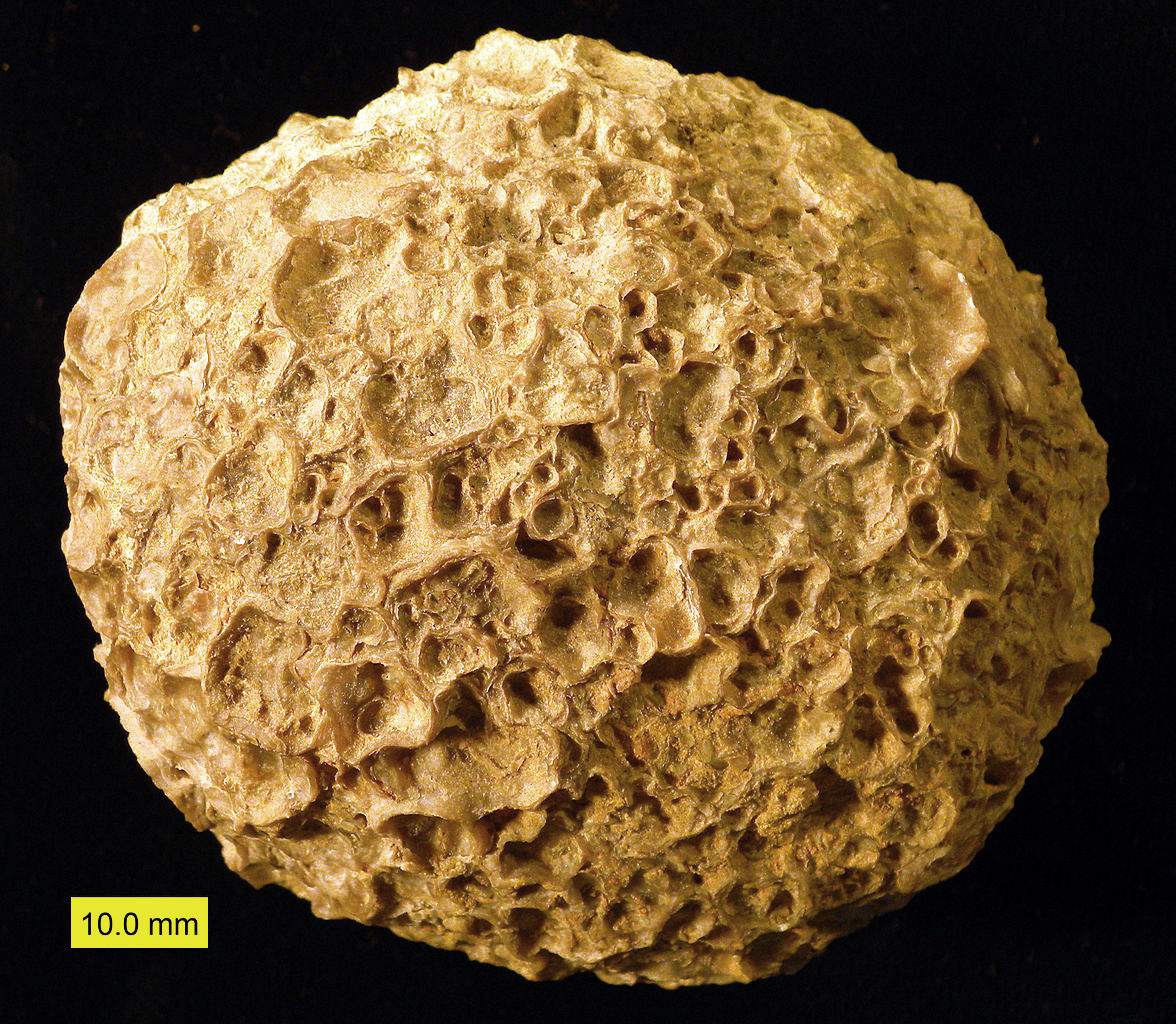
Structure "récifale" fossile, en boule, montrant bien comment la forme des coquilles peut chez l'huître - depuis longtemps - remarquablement bien épouser la forme des coquilles voisines (et inversement)

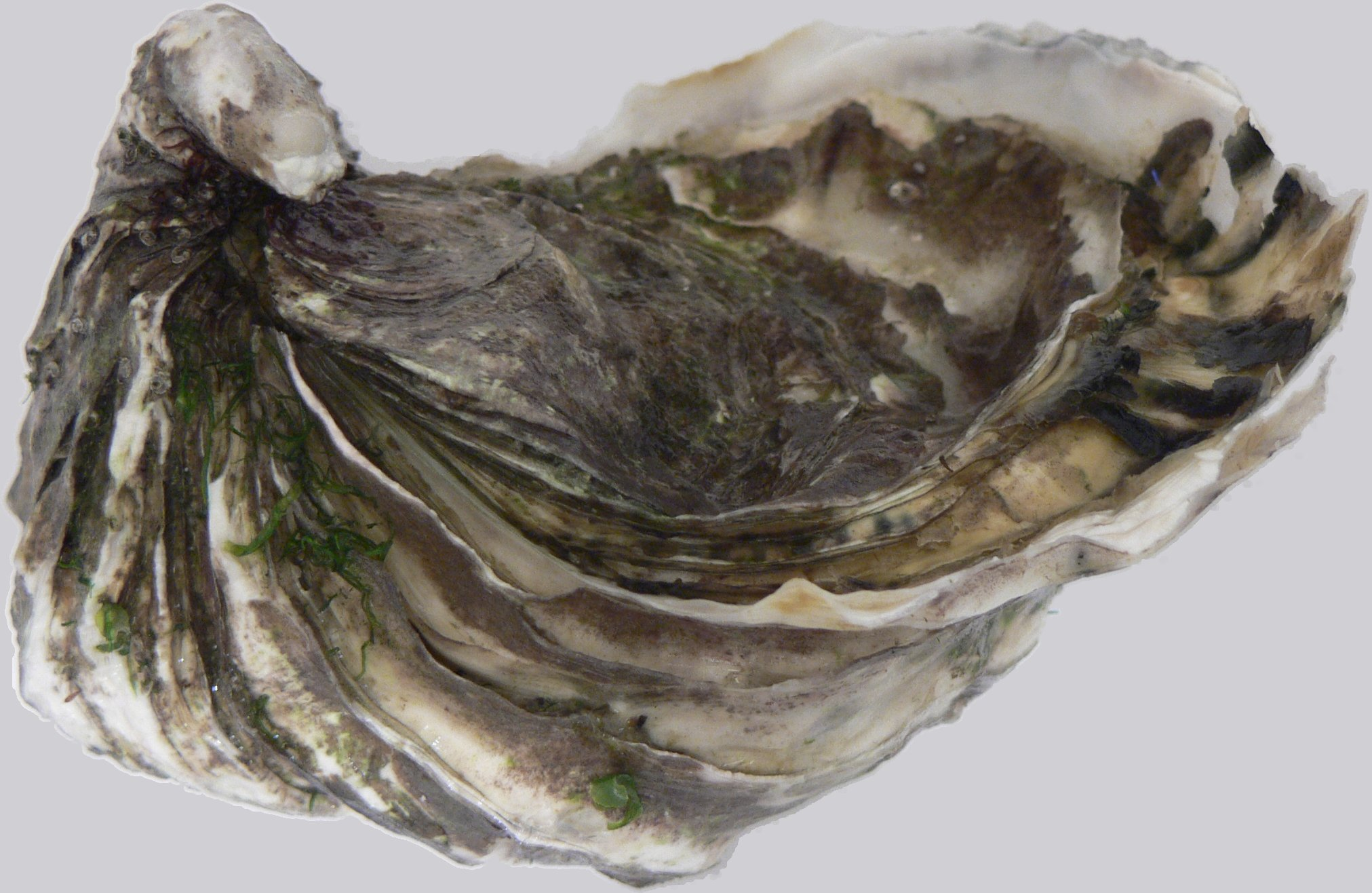
Structure caractéristique de coquille feuilletée, en calcite

Les différentes espèces d'huîtres vivent généralement continuellement immergées, supportant périodiquement, pour certaines espèces des eaux saumâtres. Leur corps est plutôt plat, protégé par des coquilles arrondies.
Coquilles : elles se distinguent de celles de la plupart des bivalves par un aspect très feuilleté, et par leur matière (elles sont constituées de calcite presque pure. C'est d'ailleurs une source de calcium bioassimilable qui a été utilisée par les éleveurs de volailles ou de bétail, ou l'industrie agroalimentaire, avec le risque d'ainsi importer certains métaux lourds, comme le plomb ou le cadmium, présents dans l'environnement de l'huître durant sa croissance, car ces espèces fixent particulièrement bien les métaux lourds (mieux que la plupart des autres coquillages) Les BCF (facteur de bioaccumulation) du cadmium, zinc et cuivre sont beaucoup plus élevés pour une huître telle que Magallana gigas que pour des espèces benthiques comme les coques Cerastoderma edule et les palourdes Ruditapes philippinarum (Baudrimont et al., 2005).). La coquille présente un peu d'aragonite au point d'accroche du muscle (Comme les pétoncles, les huîtres ont un vrai muscle adducteur central, ce qui signifie que la coquille a une marque caractéristique centrale marquant son point d'attache).

La coquille peut prendre des formes très irrégulières en épousant les formes du substrat ou d'autres huitres qui croissent au même endroit.

## Reproduction
Les membres sauvages du genre Magallana  vivent généralement dans la zone intertidale, le sperme et les œufs diffusent dans la mer et la fécondation se fait dans l'eau, sauf chez quelques espèces dites larvipares. Deux modes différents de reproduction (ovipares et larvipares) existent en effet chez les Ostreidae. Dans les deux cas les huîtres sont hermaphrodites, mais les espèces larvipares montrent une alternance de sexe chez chaque individu, tandis que les espèces ovipares sont hermaphrodites simultanés, avec la production de gamètes mâles (spermatozoïdes), soit femelles (ovules) selon les circonstances.

## Culture (ostréiculture)
- L'une des huîtres les plus couramment cultivées est Magallana gigas, l'huître japonaise, qui est idéalement adaptée à la culture dans des bassins d'eau de mer.

## Identification, génétique
L'identification des différentes espèces est généralement malaisée en raison d'une grande variabilité morphologique et de très importants transferts de populations : les espèces de Magallana font en effet presque toutes l'objet d'exploitations commerciales intenses, souvent depuis des époques reculées. Les apports récents de la phylogénie moléculaire permettent de faire peu à peu la lumière sur ces questions.

### Menaces (état, pressions, réponses…)
Les espèces du genre Magallana sont soumises à de nombreux stress, dont une forte eutrophisation, l'apport en mer de pesticides, la pollution marine, et la surpêche qui ont affaibli localement les populations sauvages et leur diversité génétique.
Des surmortalités, parfois très importantes sont régulièrement observées. En particulier, fin avril 2009, des surmortalités ou mortalités massives et foudroyantes d'huîtres creuses (Magallana gigas) ont été signalées en France. Les jeunes huîtres (de moins d’un an) étaient les plus touchées, avec des taux de mortalité de 80 % à 100 % (en deux jours parfois, et pour de nombreux lots étudiés). En 2008, des mortalités, également exceptionnelles avaient déjà été signalées.

Ces phénomènes semblent liés à des paramètres température et précipitations particuliers. Ils touchent les régions du sud (méditerranéennes) avant celles qui sont plus au nord (façade Atlantique). Un génotype particulier du virus OsHV-1 (dénommé OsHV-1 µVar) a été détecté en 2009 dans tous les échantillons ayant fait l’objet d’une analyse complémentaire par séquençage. Ce même génotype avait été détecté dans 47 % des échantillons en 2008. Mais la mortalité peut être induite ou aggravée par une baisse de l'immunité de l'huître. Une bactérie (Vibrio splendidus, et moindrement Vibrio aestuarianus), a été trouvée dans environ 50 % des échantillons venant de lots touchés par une surmortalité,.

## Liste de genres et espèces
Voici la liste des 13 espèces actuelles (+1 fossile) du genre Magallana selon World Register of Marine Species (13 novembre 2024) :
- Magallana angulata (Lamarck, 1819) -- Huître portugaise
- Magallana ariakensis (Fujita, 1913)
- Magallana belcheri (G. B. Sowerby II, 1871)
- Magallana bilineata (Röding, 1798)
- Magallana dactylena (Iredale, 1939)
- Magallana dianbaiensis (J.-J. Xia, X.-Y. Wu, S. Xiao & Z. Yu, 2014)
- Magallana gigas (Thunberg, 1793) -- Huître japonaise ou huître creuse (principale huître de culture)
- Magallana hongkongensis (Lam & B. Morton, 2003)
- † Magallana ingens (Zittel, 1865)
- Magallana markushuberi (Thach, 2018)
- Magallana nippona (en) (Seki, 1934) -- Huître japonaise
- Magallana saidii (Wong & Sigwart, 2021)
- Magallana sikamea (Amemiya, 1928)
- Magallana valentichscotti (Thach, 2018)

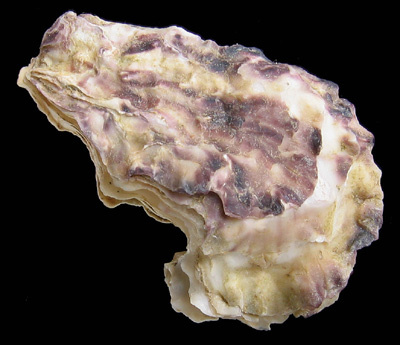
Magallana angulata
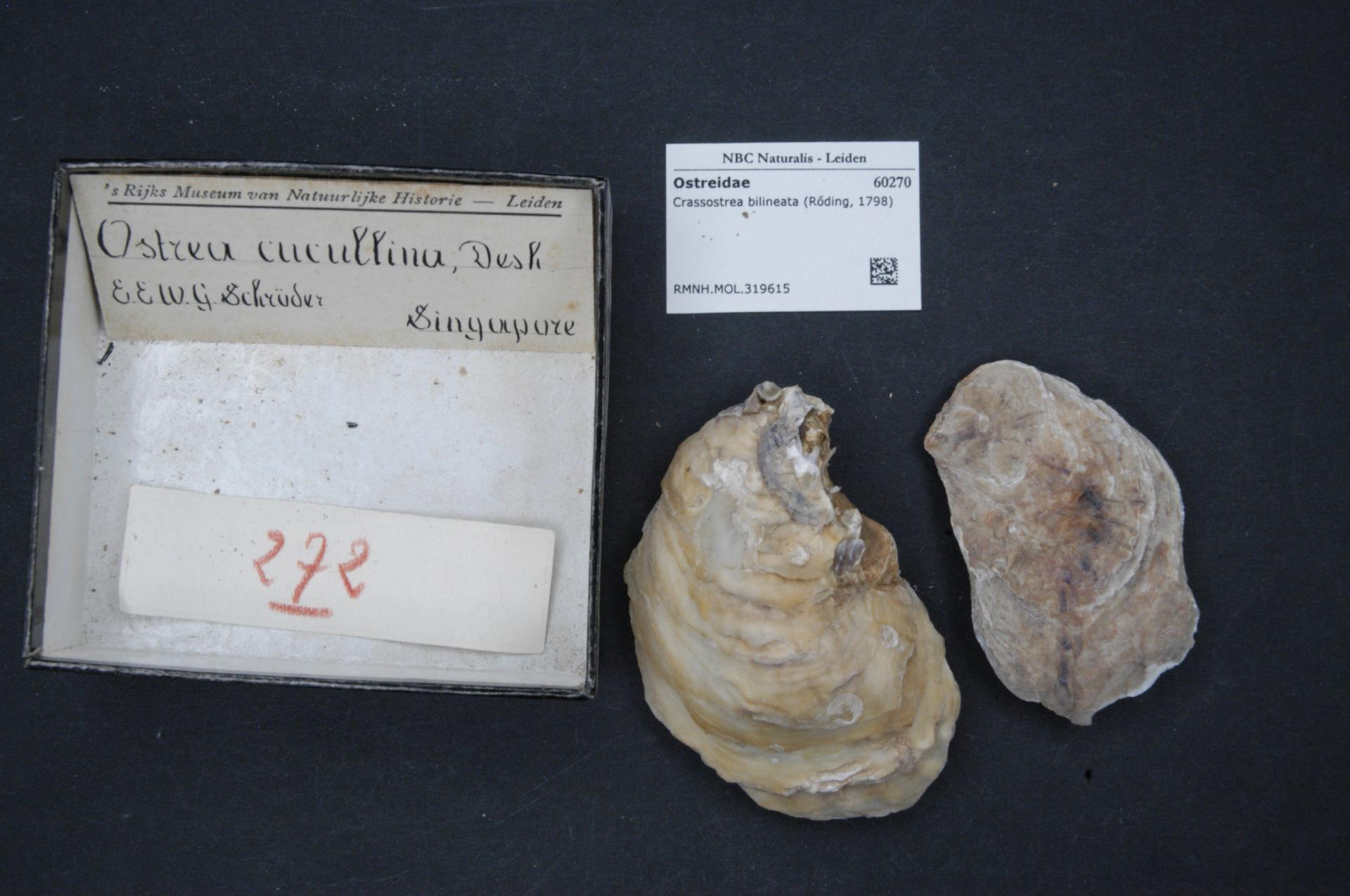
Magallana bilineata
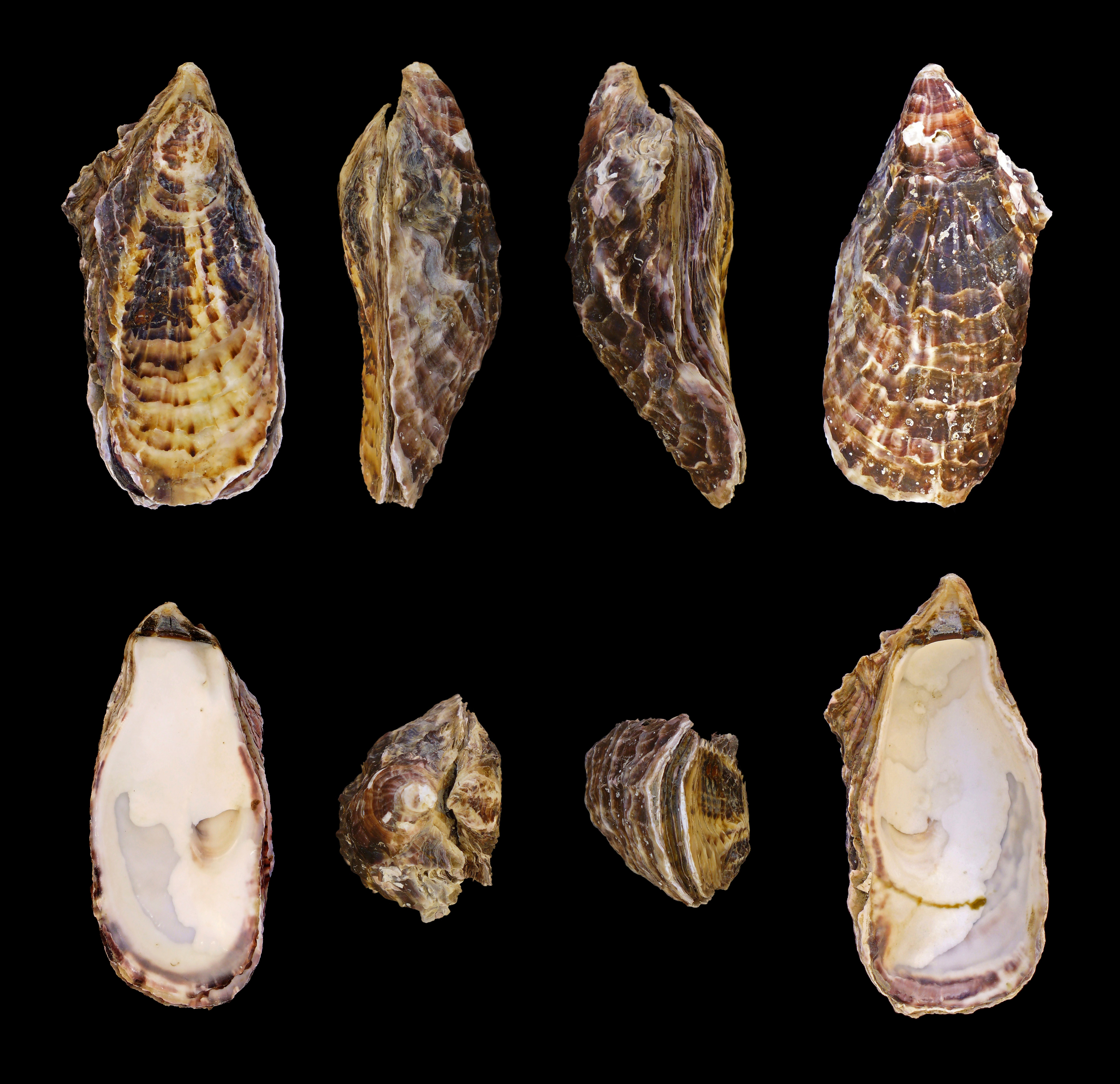
Magallana gigas
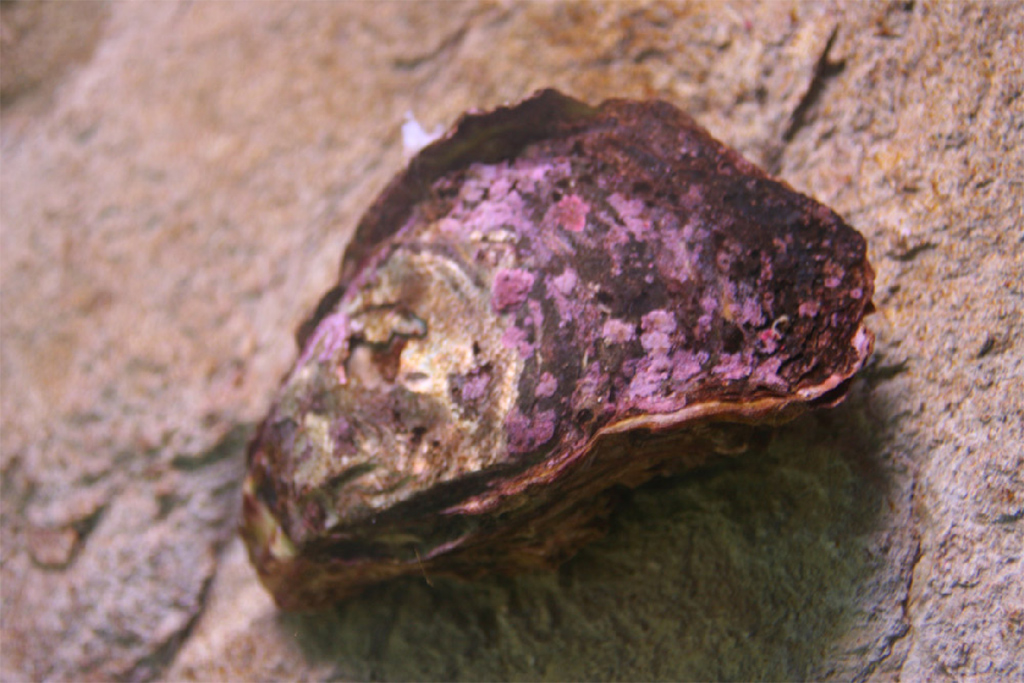
Magallana nippona (en)

Une grande partie de ces espèces (dont la principale, M. gigas) étaient jusqu'en 2017 rangées dans le genre Crassostrea, et ont été récemment déplacées à la suite d'une étude génétique. L'intérêt et la justification de cette modification est contestée par de nombreux scientifiques et le genre Crassostrea reste très largement utilisé pour ces espèces

## Consommation
Presque toutes les espèces de ce genre sont comestibles, même si seulement une partie ont un réel intérêt culinaire, alimentaire et commercial.

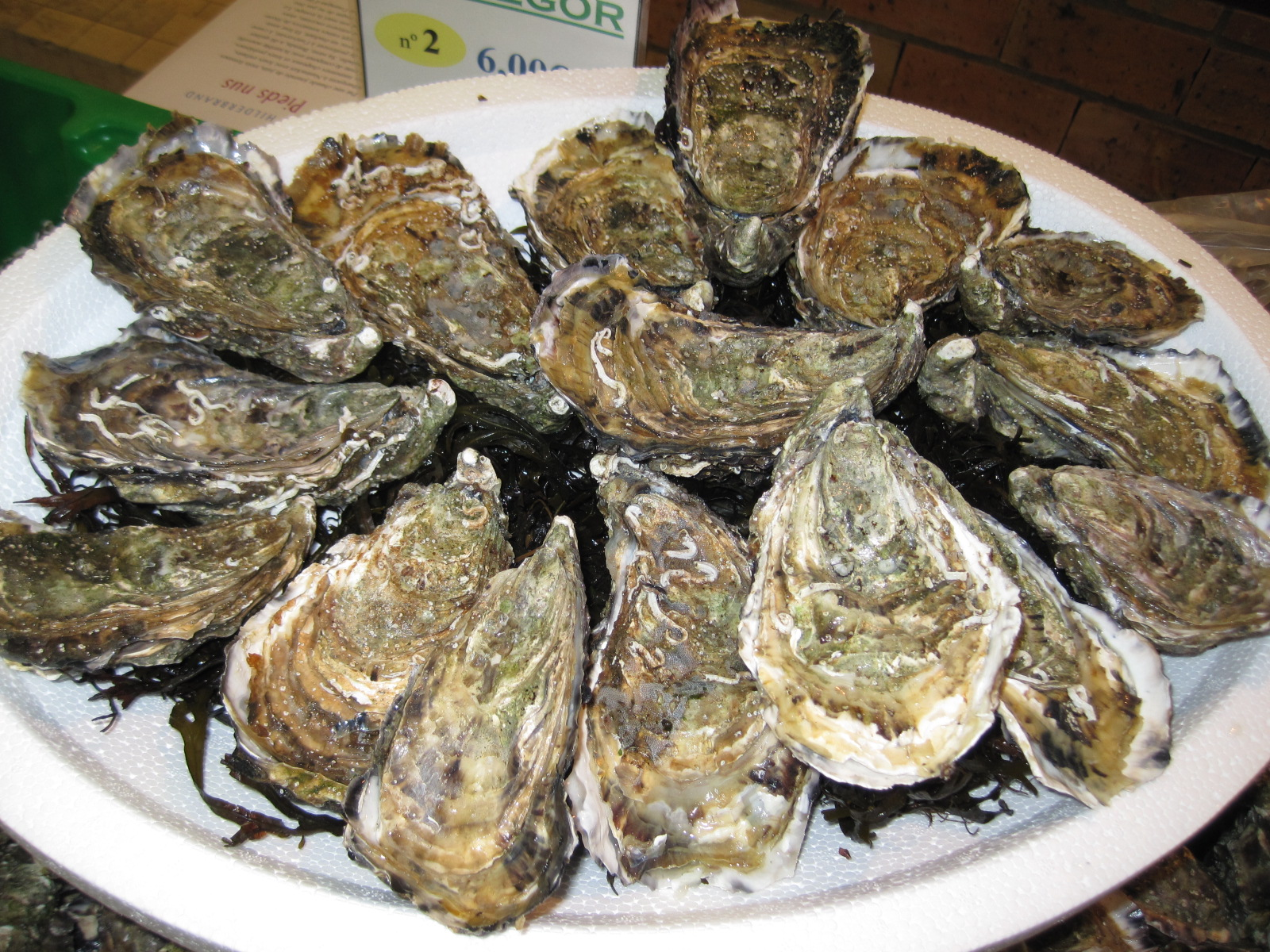
Assiette d'huîtres creuses (ou « japonaises » : Magallana gigas)
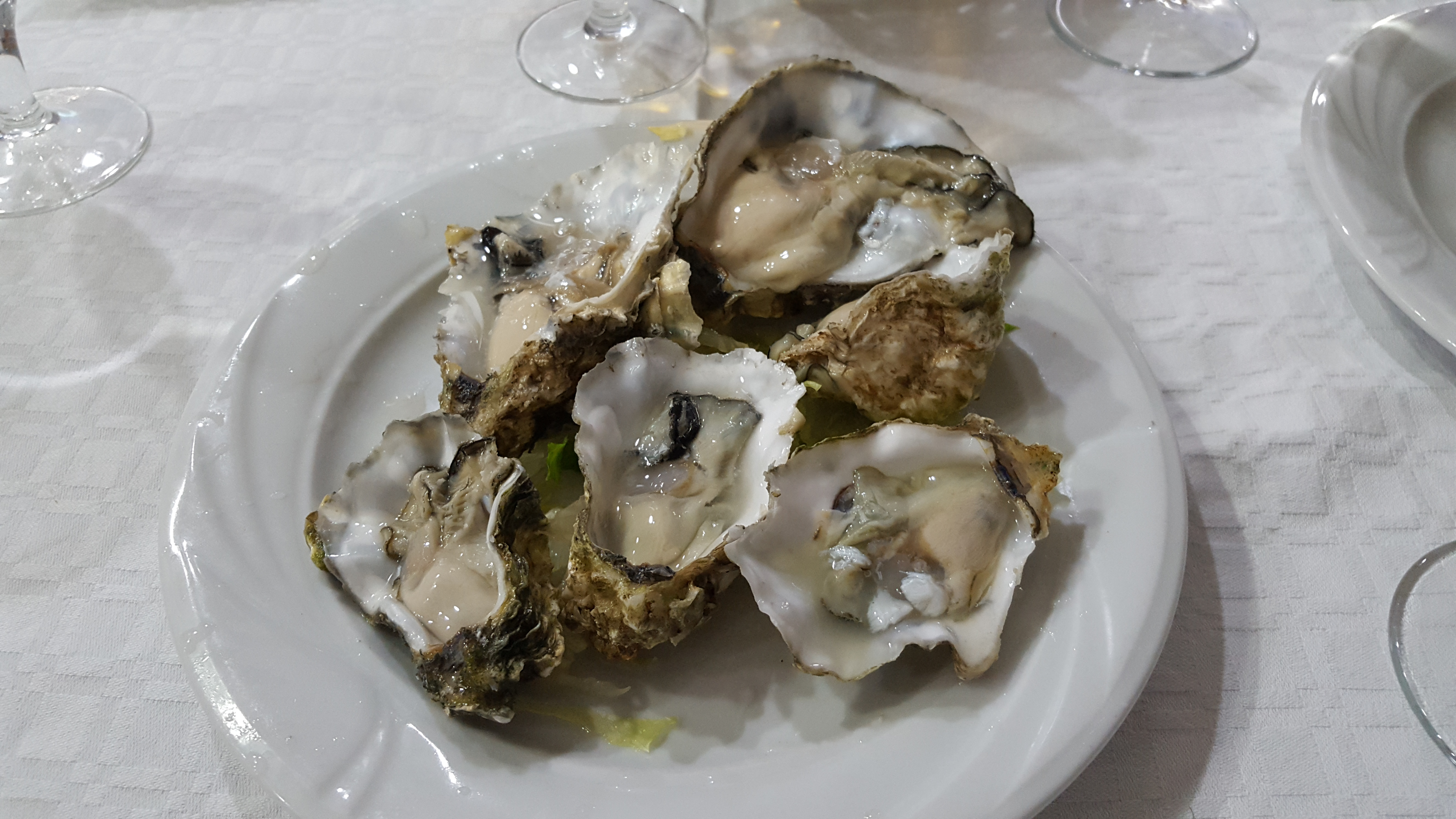
Huîtres portugaises (Magallana angulata)

## Systématique
Le genre Magallana a été créé en 2016 par les zoologistes italiens Daniele Salvi (d) et Paolo Mariottini (d) avec comme espèce type Ostrea gigas Thunberg, 1793, rebaptisée Magallana gigas (Thunberg, 1793).
Le nom valide complet (avec auteur) de ce taxon est Magallana Salvi & Mariottini, 2016.
Magallana a pour synonyme :
- Crassostrea Sacco, 1897

## Étymologie
Le nom du genre Magallana a été choisi en l'honneur de l'explorateur portugais Fernão de Magalhães (Fernand de Magellan) (~1480-1521) qui a traversé l'océan Pacifique lors de la première circumnavigation de la Terre.

## Publication originale
- (en) Daniele Salvi et Paolo Mariottini, « Molecular taxonomy in 2D: a novel ITS2 rRNA sequence-structure approach guides the description of the oysters' subfamily Saccostreinae and the genus Magallana (Bivalvia: Ostreidae) », Zoological Journal of the Linnean Society, Linnean Society of London et OUP, vol. 179,‎ juillet 2016, p. 263-276 (ISSN 1096-3642 et 0024-4082, OCLC 01799617, DOI 10.1111/ZOJ.12455, lire en ligne).